# Shagdaryn Bira
Pour les articles homonymes, voir Bira.
Shagdaryn Bira (mongol cyrillique : Шагдарын Бира), né le 3 septembre 1927 en Mongolie et mort le 13 février 2022, est un mongoliste et historien mongol. Il a écrit différents ouvrages sur la religion, la littérature et la langue des Mongols.

## Biographie
Il est le fils de Böögiin Shagdar, un officiel de la province de Tüsheet Khan promu par le gouvernement de Bogdo Khan. Il reçut initialement une éducation religieuse et apprit le tibétain et le sanskrit. Son père fut exécuté en 1938, pendant les Grandes Purges, comme contre-révolutionnaire, et fut réhabilité en 1994. Shagdaryn Bira étudia le russe et l'anglais à l'Institut d'État des relations internationales de Moscou dont il est diplômé en 1951.  
Après avoir reçu son diplôme du département d'histoire de la Institut d'État des relations internationales de Moscou en URSS, il retourne en Mongolie où il devient chercheur senior de l'Institut d'histoire de l’académie des sciences de Mongolie. En 1972 il obtient un diplôme de doctorat de l’institut d'études orientales de l’académie d'Union soviétique (maintenant l'académie des sciences de Russie) et devient membre de l’académie des sciences de Mongolie.
Il est un représentant de l’histoire en Mongolie. Il se consacre à l’étude de l’histoire, la culture, religion, et langue en Mongolie, mais aussi des affaires tibétaines et indiennes. Il jouit d’un prestige international pour ses études. Il a également contribué au développement de l’étude de la Mongolie dans les pays étrangers.
Il est le secrétaire général de l'Association internationale pour les études mongoles (International Association for Mongol Studies) et membre honoraire de l' International Academy of Indian Culture
Il donne également quelques conférences sur le thème du tengrisme, religion ancienne mongole.

## Publications
- (en) Shagdaryn Bira, Mongolias road to Socialism, Oulan Bator, Montsame, 1974, 28 p. ;
- (ru) Шагдарын Бира, Монгольская историография (XIII-XVII вв.), Москова (Moscou),‎ 1978 Préface et sommaire ;
- (ru) Шагдарын Бира, Монголын түвэд хэлт түүхийн зохиол : XVII-XIX/, Улаанбаатар (Oulan Bator), Монгол судлал (Études mongoles),‎ 2001, 106 p. (ISBN 99929-54-12-4, LCCN 2002314159)
- (en) Mongolian historical literature of the XVII-XIX centuries, papiers occasionnels de la Mongolia Society (en tibétain) ;
- (mn) Шагдарын Бира et Гаадан Х., Дандины зохист аялгууны толь, ШУАХ,‎ 1982, 195 p. ;
- (mn) Дамдинсүрэн Ц et Шагдарын Бира, Зохист аялгууны толин дахь адилтгал зүйрлэл, АБЯХ,‎ 1986, 142 p. ;
- (ru) Шагдарын Бира, Монгольськая историография,‎ 1988, 318 p. ;
- (ru) Шагдарын Бира, Образ индии у монголов. (Inde et Mongolie),‎ 1989, p. 49-68 ;
- (ru) Шагдарын Бира, «Сокровенное сказание монголов» : великий исторический и письменный памятник, Улаанбаатар (Oulan-Bator),‎ 1990 ;
- (en) Shagdaryn Bira (trad. du russe par John R. Krueger), Mongolian historical writing from 1200 to 1700, vol. 24, Center for East Asian Studies, Western Washington University, coll. « Studies on East Asia », 2002, 249 p. (ISBN 978-0-914584-23-0, JSTOR 25075781) ;
- (mn) Шагдарын Бира, Монголын нууц товчоон, Лувсанданзаны Алтан товч эхийн харьцуулсан судалгаа, МУИС -н хэвлэл,‎ 2002, 187 p. (OCLC 54372093)
- (mn) Их Монгол Улсын түүх,үзэл суртлын зарим онцлог асуудлууд, Интерпресс,‎ 2006, 146 p. (ISBN 99929-2-225-7) ;
- (mn) Шагдарын Бира, Монгол улсын туухийн зарим онцлог асуудлууд, Улан-Удэ (Oulan-Oude), Изд-во Бурятского госуниверситета (Maison d'édition de l'Université d’État de Bouriatie),‎ 2012, 96 p. ;
- (ru) Aktual'nye voprosy issledovaniia istorii mongol'skogo gosudarstva . Monografiia, BGU, 2013 (ISBN 978-5-9793-0543-1)
- (en) Bira Sh et Sikhbaatar O., On the Tibetan and Mongolian Translations of Sanskrit  Grammatical Works., vol. VII, Indolojica Taurenensia (lire en ligne), p. 127-137

## Film DVD
Tibetan Buddhism : politics, power, and the birth of the Dalai Lama, Binky Mendez; Klass (Firm); Films for the Humanities (Firm), Princeton, NJ : Films for the Humanities & Sciences, 2003. (narrateur avec Robert Thurman, et Michael Harris Goodman), (OCLC 180724415)

## Distinction
- 2006: Prix de la culture asiatique de Fukuoka, prix universitaire
- Le 29 janvier 2009, il reçoit le Certificat du Mérite de la République de Kalmoukie.